# Chris Corning
Chris Corning (7 september 1999) is een Amerikaanse snowboarder. Hij vertegenwoordigde zijn vaderland op de Olympische Winterspelen 2018 in Pyeongchang.

## Carrière
Corning maakte op 27 februari 2015 op 15-jarige leeftijd zijn wereldbekerdebuut tijdens de slopestyle in Park City, waar hij 31e eindigde. Op 22 augustus 2015 won hij in Cardrona, op het onderdeel slopestyle, zijn eerste wereldbekerwedstrijd. Mede dankzij deze overwinning won de Amerikaan in het seizoen 2015/2016 de wereldbeker slopestyle. Op de FIS wereldkampioenschappen snowboarden 2017 in de Spaanse Sierra Nevada veroverde Corning de zilveren medaille op het onderdeel big air en de bronzen medaille op het onderdeel slopestyle. Tijdens de Olympische Winterspelen van 2018 in eindigde hij als vierde op het onderdeel big air en als zeventiende op het onderdeel slopestyle. In het seizoen 2017/2018 won de Amerikaan de wereldbekers freestyle, big air en slopestyle.
In Park City nam Corning deel aan de FIS wereldkampioenschappen snowboarden 2019. Op dit toernooi werd hij wereldkampioen op het onderdeel slopestyle. In het seizoen 2018/2019 prolongeerde hij de eindzeges in de wereldbekers freestyle en slopestyle.

## Resultaten

### Olympische Winterspelen
| Jaar | Plaats      | Resultaten                |
| ---- | ----------- | ------------------------- |
| 2018 | Pyeongchang | 4e Big air 17e Slopestyle |
| 2022 | Peking      | 7e Big air 6e Slopestyle  |

### Wereldkampioenschappen
| Jaar | Plaats        | Resultaten                 |
| ---- | ------------- | -------------------------- |
| 2017 | Sierra Nevada | Big air · Slopestyle       |
| 2019 | Park City     | Slopestyle                 |
| 2021 | Aspen         | 20e Big air 11e Slopestyle |
| 2023 | Bakoeriani    | DNS Big air · Slopestyle   |

### Wereldbeker
Eindklasseringen
| Seizoen   | Algm   | SBS  | BA     |
| --------- | ------ | ---- | ------ |
| 2014/2015 | 107e   | 61e  | -      |
| 2015/2016 | Zilver | Goud | -      |
| 2016/2017 | 10e    | 9e   | 10e    |
| 2017/2018 | Goud   | Goud | Goud   |
| 2018/2019 | Goud   | Goud | Zilver |

Wereldbekerzeges
| Datum            | Plaats          | Onderdeel  |
| ---------------- | --------------- | ---------- |
| 22 augustus 2015 | Cardrona        | Slopestyle |
| 25 maart 2017    | Špindlerův Mlýn | Slopestyle |
| 11 november 2017 | Milaan          | Big air    |
| 17 maart 2018    | Seiser Alm      | Slopestyle |
| 8 september 2018 | Cardrona        | Big air    |
| 18 januari 2019  | Laax            | Slopestyle |
| 25 augustus 2019 | Cardrona        | Big air    |
| 21 december 2019 | Atlanta         | Big air    |